# Pneumatisches Feuerzeug

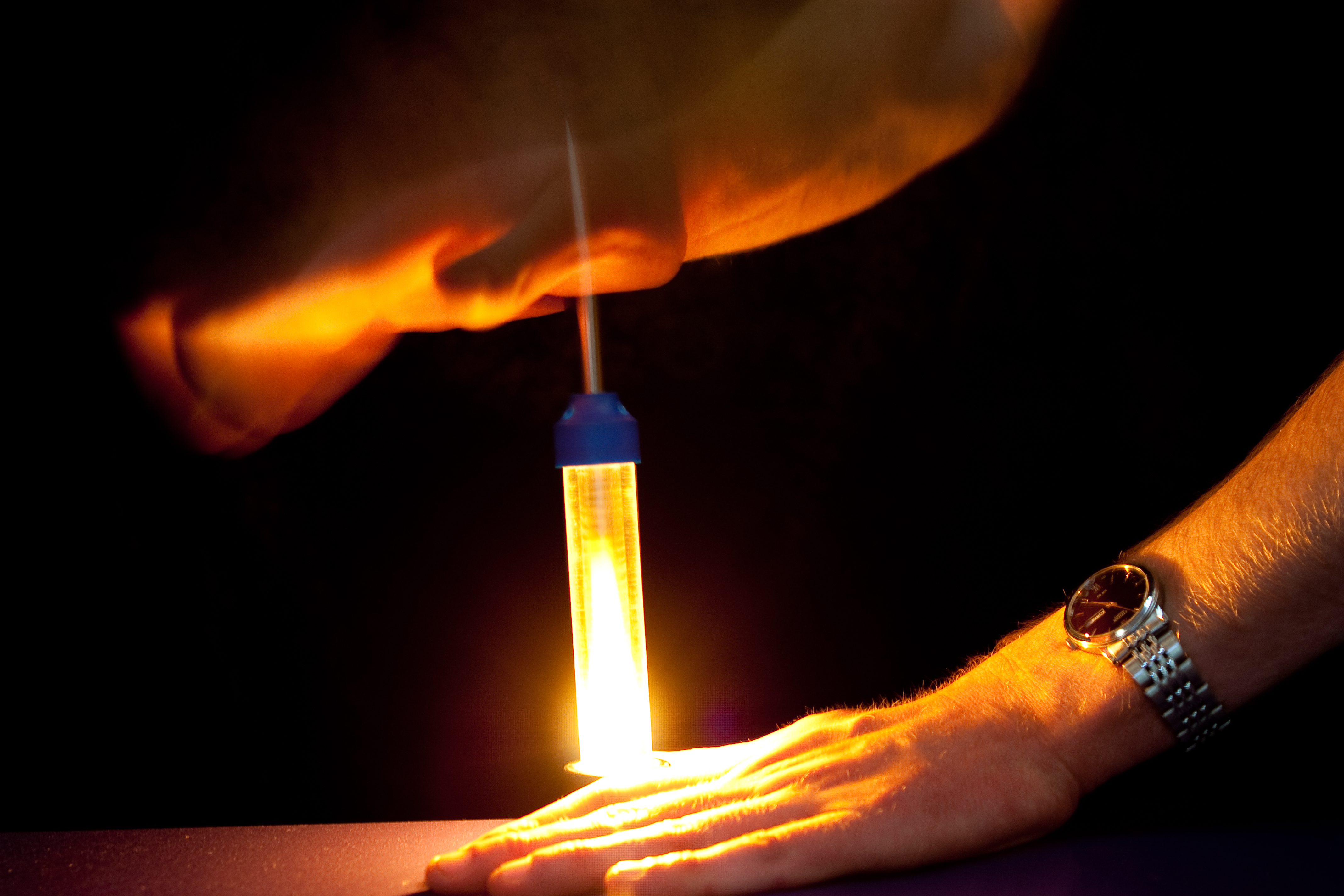
Cellulosenitrat in einer Feuerpumpe

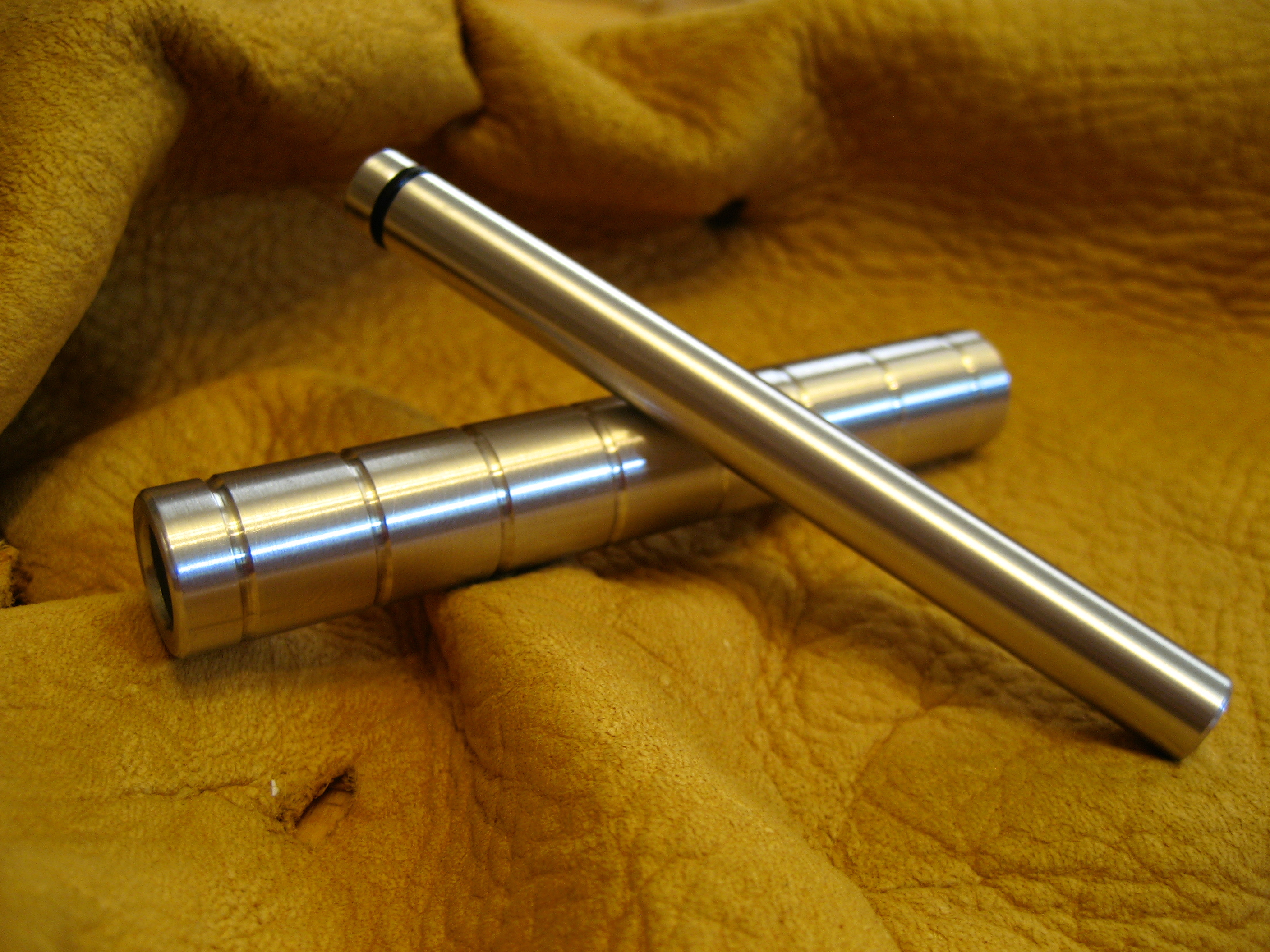
Moderne Feuerpumpe aus Aluminium

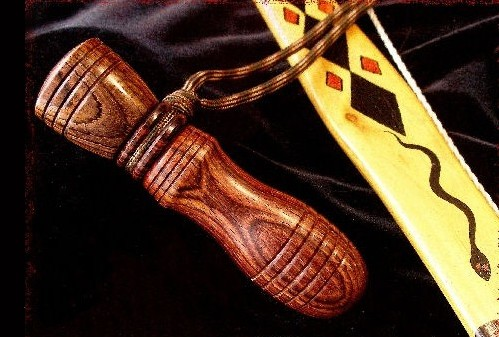
Reproduktion einer traditionellen Feuerpumpe

Ein pneumatisches Feuerzeug, auch Feuerpumpe, Kompressionsfeuerzeug oder Luftfeuerzeug genannt, ist ein Gerät zur Feuererzeugung, bei dem Luft durch Kompression so stark erhitzt wird, dass damit Zunder zum Glühen gebracht werden kann.
Pneumatische Feuerzeuge bestehen aus einem nur an einem Ende verschlossenen Hohlzylinder, in dem sich mit Hilfe eines Stabes ein luftdicht schließender Kolben niederstoßen lässt. Geschieht das sehr schnell, so entzündet sich durch die bei der Kompression erzeugte Wärme ein unter dem Kolben an einem Häkchen befestigtes Stückchen Zunderschwamm.
Die Theorie ist einfach, jedoch ist das Erzeugen eines Feuers in der Praxis mit dem pneumatischen Feuerzeug eher schwierig.

## Geschichte
Das pneumatische Feuerzeug wurde und wird noch heute in Nordborneo und auf den Philippinen aus Bambusrohr hergestellt.
In Europa wurde das pneumatische Feuerzeug vermutlich 1745 von Agostino Ruffo neuerfunden. Auch Gilberto Govi erwähnt im Jahre 1876 Agostino Ruffo als Erfinder. Zu Beginn des 19. Jh. wird von einer weiteren Neuerfindung und einem Patent berichtet (Richard Lorentz, 5. Februar 1807).
Das Instrument fand allerdings in Europa keine große Verbreitung, da es zu dieser Zeit schon bessere Methoden zur Feuererzeugung gab. Es wird zur Demonstration der Erhitzung von Luft mittels Kompression im Physikunterricht verwendet.

## Technische Nutzung
Auf diesem Verfahren beruht der Dieselmotor. Bei ihm wird Luft so weit verdichtet, dass eine ausreichend hohe Temperatur erreicht wird, bei der eingespritzte Tröpfchen von Dieselkraftstoff zünden.